# Am Wickrather Tor 62 (Mönchengladbach)

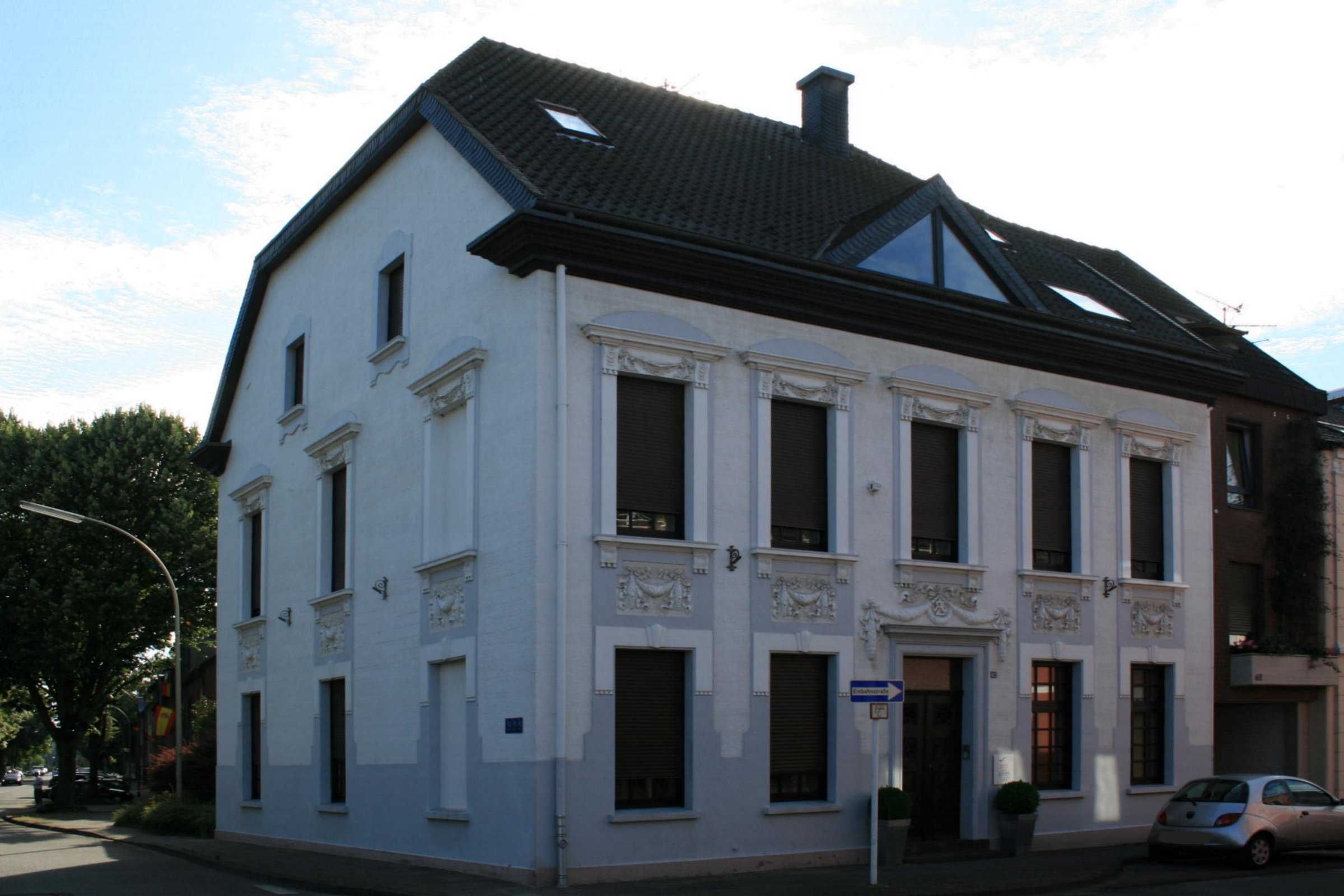
Wohnhaus Am Wickrather Tor 62 (2010)

Das Wohnhaus Am Wickrather Tor 62 steht im Stadtteil Rheindahlen von Mönchengladbach in Nordrhein-Westfalen. Es wurde Anfang der 1920er Jahre erbaut. Das Haus ist unter Nr. A 008 am 4. Dezember 1984 in die Denkmalliste der Stadt Mönchengladbach eingetragen worden.

## Architektur
Es handelt sich um ein zweigeschossiges Haus mit Krüppelwalmdach mit einer Fünf-Fenster-Gliederung und erdgeschossigem mittlerem Hauseingang zur Straße am Wickrather Tor im Ortskern Rheindahlen. Zur Straße Südwall ist eine Drei-Fenster-Gruppe in der Giebelgestaltung des Erdgeschosses und 1ersten Obergeschosses gebildet, darüberliegend im Krüppelwalmgeschoss zwei Fenster symmetrisch angeordnet.
An der Westfassade zur Hofseite hin eine glattgeputzte Wandfläche mit linksseitlichem original Fenster, dem Treppenhausfenster. Die hofseitigen Anbauten sind überwiegend in Backstein mit Eternitverschieferung; Hinzufügungen der Gegenwart. Die Dachgliederung der Westseite erfolgt durch drei Spitzgiebeldachgauben, ein überaus reich und kraftvoll gegliedertes Hauptdachgesims ist sowohl an der Westseite, als auch an der Ostseite markanter Abschluss der Dachbasis.
Die Fünf-Fenster-Fassade der Straßenseite Am Wickrather Tor ist durch senkrecht übereinander liegende Doppelfenstergruppen rhythmisch gegliedert. Umlaufende Gewände mit Zierbrüstungen und Supraporten sowie Betonung des Hauseingangs mit Girlandenschmuck mit Emblem. Girlandenschmuck ist im Übrigen in allen Zierbrüstungen der Südseite und der Ostseite vorhanden. In der Hauseingangsachse mittig ein dreieckiges Giebelfenster im Dachgeschoss, welches eine veränderte Lösung des Ursprungszustandes darstellt.
Die Hauseingangstür enthält Schmiedeeisengitter und Stoßbleche. Die Wandflächen aller Geschosse sind durch einen horizontal gekämmten Putz gegliedert im Gegensatz zu den glattgeputzten Erdgeschosssockelbereichen und den Stuckimitationen der Gewände und Supraporten.